# Pierre de Lagrené
Pierre de Lagrené (ou Pierre Lagrené), né en 1659 à Paris (Île-de-France) et mort le 24 novembre 1736 à Québec (Québec), est un prêtre jésuite français, missionnaire en Nouvelle-France.

## Biographie
En octobre 1677, il entre dans la Compagnie de Jésus à Paris et étudie la philosophie au collège des Jésuites de La Flèche entre  1679 et 1681. Après avoir étudié le latin et la rhétorique pendant cinq ans au collège de Hesdin et deux ans au collège d'Eu, en Normandie, il est ordonné prêtre en 1693. 
En 1694, il est envoyé en tant que missionnaire au Canada. Après un court séjour à Lorette, tout en étudiant la langue huronne, il effectue sa mission, entre 1697 et 1701, à Sault Saint-Louis auprès avec les Iroquois. En 1707, il est transféré à Montréal où il est nommé supérieur en 1716 et jusqu'en 1720.
Au cours des onze dernières années de son séjour à Montréal, en plus de sa mission auprès des Indiens et de son ministère ordinaire, il est directeur de la Congrégation des Hommes de Ville-Marie à Montréal. Cette confrérie, rattaché à Rome le  3 mai 1693 par le général de la Compagnie de Jésus, sous le titre de l'Assomption de Notre-Dame, faisait auparavant partie de la Fraternité Saint-Sulpice. 
Le 10 août 1710, le P. Lagrené a la satisfaction de voir l'achèvement de la chapelle de la confrérie, ayant débuté le 24 mai 1709, et prend part à la cérémonie de sa bénédiction.
En 1723, le père Lagrené est transféré au Collège québécois, dont il est préfet. Il remplit cette fonction jusqu'en 1735, parallèlement aux responsabilités de ministre entre 1724 et 1725 et de directeur de la Congrégation en 1730. 
En 1735, il renonce à ses fonctions, pour raison de santé. Il meurt à l'Université de Québec, le 24 novembre de l'année suivante.